# Hutchinson (Nueva Jersey)
Hutchinson es un lugar designado por el censo ubicado en el condado de Warren en el estado estadounidense de Nueva Jersey. En el año 2010 tenía una población de 135 habitantes.

## Geografía
Hutchinson se encuentra ubicado en las coordenadas 40°46′26.43″N 75°7′52.04″O / 40.7740083, -75.1311222, a la orilla izquierda del río Delaware que lo separa de Pensilvania.